# Tufão Lan
O tufão Lan, conhecido nas Filipinas como tufão Paolo, foi o terceiro ciclone tropical mais intenso do mundo em 2017. Uma tempestade muito grande, Lan foi a vigésima primeira tempestade tropical e o nono tufão da temporada anual de tufões. Ele se originou de um distúrbio tropical que o Laboratório de Pesquisa Naval dos Estados Unidos começou a rastrear perto de Chuuk em 11 de outubro. Consolidando-se lentamente, tornou-se uma tempestade tropical em 15 de outubro e intensificou-se em um tufão em 17 de outubro. Ele aumentou de tamanho e virou para o norte em 18 de outubro, embora o tufão tenha lutado para se intensificar por dois dias. Em 20 de outubro, devido às condições favoráveis, Lan transformou-se num tufão muito grande e intensificou rapidamente no final do mesmo dia, com um olho grande e bem definido, atingindo a máxima intensidade como um " supertufão " com ventos sustentados de 1 minuto de 250 km/h (160 mph) - uma tempestade equivalente à Categoria 4 de ponta. Posteriormente em 23 de outubro, a invasão do ar seco e do cisalhamento fez com que o ciclone começasse a enfraquecer e se tornasse extratropical, antes de atingir o Japão como um tufão mais fraco. Mais tarde naquele dia, tornou-se totalmente extratropical antes de ser absorvido por uma grande tempestade logo depois.
Lan causou impactos significativos no Japão, com mais de 380.000 evacuações ocorrendo no Japão e cancelamentos de vários voos domésticos. No total, aproximadamente 17 mortes foram atribuídas ao tufão, principalmente devido à inundação causadas pelas suas bandas de chuva. Os danos totais foram estimados em pelo menos US$ 2 mil milhões (2017 USD ), tornando-o um dos tufões mais caros que atingiu o Japão.

## História meteorológica
O Laboratório de Pesquisa Naval dos Estados Unidos (NRL) tinha mencionado inicialmente em 11 de outubro uma perturbação tropical sobre Chuuk Após a lenta consolidação, o Joint Typhoon Warning Center (JTWC) emitiu um Alerta de Formação de Ciclone Tropical para o sistema alongado no início de 14 de outubro, logo após a Agência Meteorológica do Japão (JMA) começar a rastrear como uma área de baixa pressão. A agência atualizou o distúrbio para uma depressão tropical quase um dia depois e começou a emitir avisos de ciclones tropicais desde as 06:00 UTC em 15 de outubro. Nessa tarde, o JTWC também o atualizou para uma depressão tropical atribuindo a designação de 25W, com bandas convectivas formativas, mas rasas, se tornaram mais organizadas e simetricamente envolvidas em um centro de circulação de baixo nível definido. Cerca de três horas depois, a JMA a atualizou para a vigésima primeira tempestade tropical do noroeste do Pacífico em 2017 e atribuiu o nome internacional de Lan, quando estava localizada a aproximadamente 310 km (190 mi) ao nordeste de Palau. No início de 16 de outubro, o JTWC atualizou Lan para uma tempestade tropical também, com base no número T 2.5 da técnica de Dvorak, pouco antes de entrar na Área de Responsabilidade das Filipinas e receber o nome de Paolo da PAGASA.
Em uma área de cisalhamento do vento vertical baixo a moderado, a convecção sobre o centro de Lan foi ocasionalmente deslocada, mas o forte fluxo de saída do pólo foi reforçado por um vale tropical superior da troposfera (TUTT), bem como temperatura da superfície do mar (SST) acima de 30º C com alto aquecimento oceânico (OHC) contribuiu para a intensificação, resultando na atualização para uma tempestade tropical severa pelo JMA por volta das 00:00 UTC em 17 de outubro. Logo, o sistema a oeste tornou-se quase estacionário devido ao enfraquecimento da crista subtropical ao norte. Quando Lan se tornou o nono tufão de 2017 por volta das 18:00 UTC, ele virou lentamente para o norte sob a influência de direção de uma crista de direção do edifício para o sudeste e leste. No dia seguinte, o JTWC também o atualizou para um tufão. embora depois tenha ficado parcialmente exposto por meio dia. Às 12:00 UTC de 18 de outubro, a JMA informou que Lan havia se tornado um grande tufão, com um diâmetro de cerca de 1,310 km (810 mi). Apesar das condições favoráveis, Lan lutou para se intensificar por dois dias, mesmo enquanto crescia em diâmetro.

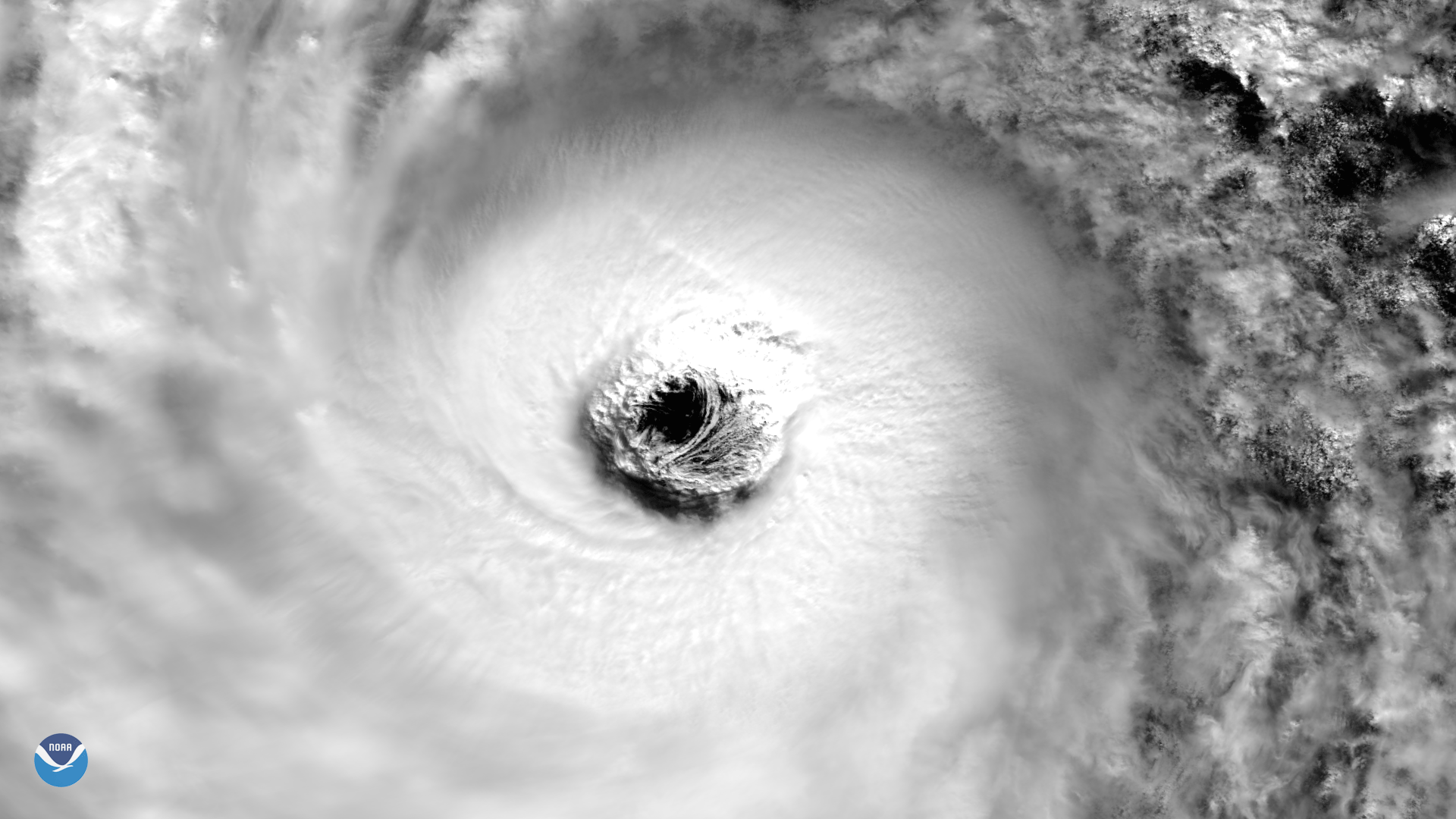
O olho do tufão Lan com intensidade máxima em 21 de outubro

Lan começou a se intensificar rapidamente graças ao excelente fluxo de saída, particularmente na direção do pólo, que gradualmente formou um olho grande e simétrico com um diâmetro de 60 mi (97 km). O JMA indicou que o tufão atingiu o seu pico de intensidade por volta das 18:00 UTC, com a pressão central em 915 hPa (27.02 inHg) e ventos sustentados máximos de dez minutos a 185 km/h (115 mph); o JTWC também relatou que Lan havia se intensificado em um supertufão ao mesmo tempo. No início de 21 de outubro, quando Lan acelerou norte-nordeste ao longo da periferia oeste da crista subtropical de camadas profundas, o JTWC relatou que os seus ventos máximos de um minuto atingiram 250 km/h (160 mph), uma categoria 4 de ponta da escala Saffir – Simpson, variando de T6,5 a T7,0 da técnica de Dvorak. Por aumentar o cisalhamento do vento vertical, Lan começou a enfraquecer e passar pela transição extratropical no início de 22 de outubro com erosão significativa da sua parede do olho, após manter o status de supertufão, bem como o pico de intensidade por mais de um dia. Apesar do excelente fluxo de saída em direção aos pólos atingindo os ventos de latitude média sobre o Japão, as imagens de satélite revelaram stratocumulus de ar frio fluindo para o sul sobre o semicírculo oeste do tufão, que foi associado à advecção de ar mais frio e seco. Como resultado, o olho outrora grande foi rapidamente preenchido e Lan exibiu características frontais.
Às 03:00 JST de 23 de outubro (18:00 UTC de 22 de outubro), Lan fez um desembarque sobre Omaezaki, província de Shizuoka, no Japão, com ventos sustentados máximos de dez minutos a 150 km/h (93 mph) e ventos sustentados máximos de um minuto a 165 km/h (103 mph), equivalente a um furacão de categoria 2. Naquela época, o seu diâmetro de vendaval havia se expandido para aproximadamente 1.700 km (1.055 mi). Três horas depois, Lan enfraqueceu para uma forte tempestade tropical. Lan entrou no Oceano Pacífico pouco antes das 09:00 JST (00:00 UTC) e continuou a acelerar para nordeste dentro dos ventos de oeste, exibindo uma estrutura frontal bem definida com um centro amplo exposto e convecção profunda em rápida deterioração cortada para o nordeste. O JMA relatou que Lan havia se tornado extratropical às 06:00 UTC, embora o JTWC tivesse emitido um aviso final três horas antes e até mesmo declarado um ciclone extratropical cerca de 12 horas antes. Uma nova baixa extratropical absorveu o antigo tufão no final do mesmo dia e se intensificou explosivamente em um sistema de 934 hPa (27,58 inHg) a leste da Península de Kamtchatka, em 24 de outubro.

## Preparações e impacto

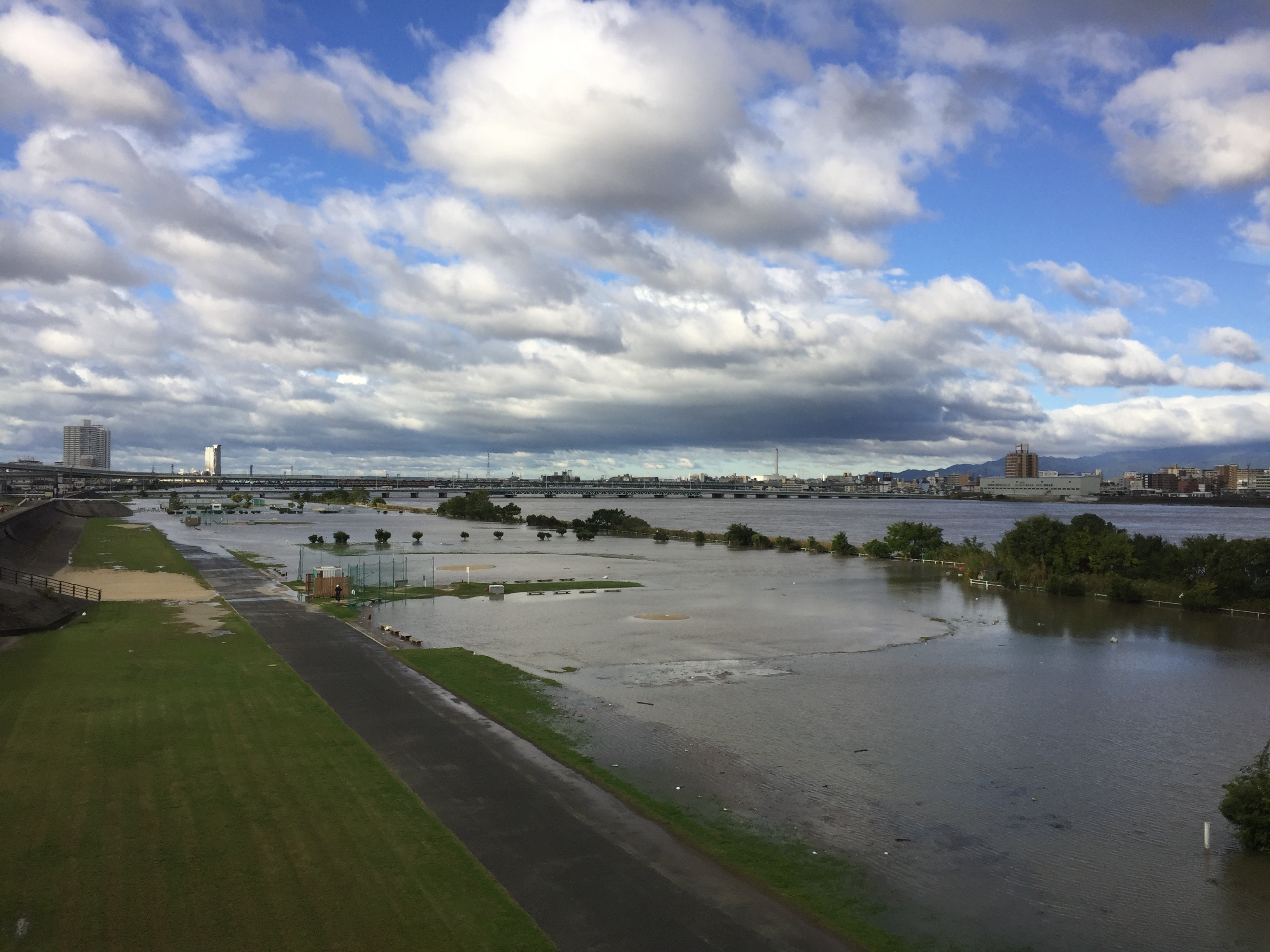
As inundações foram um problema prevalente na região de Kansai depois que as bandas de chuva passaram, afetando rios como o rio Yodo aqui

Antes da tempestade, aproximadamente 381.000 pessoas foram evacuadas de suas casas. Vários voos também foram cancelados devido à chegada iminente do tufão, e alguns trens do Japão foram suspensos.
No total, 17 pessoas foram mortas no Japão continental e as perdas agrícolas foram de cerca de JP ¥ 62,19 mil milhões (US$ 547,9 milhões). As perdas econômicas totais foram estimadas em US$ 2 mil milhões. Na Prefeitura de Osaka, um comboio foi forçado a parar devido a parte da ferrovia ter desabado. A humidade remanescente do tufão aumentou a intensidade de outro ciclone extratropical, que mais tarde abriu um rio atmosférico, contribuindo para fortes inundações no Alasca de 24 a 28 de outubro.